# Generace (částice)
| Typ       | Generace částic      | Generace částic   | Generace částic               |
| Typ       | 1.                   | 2.                | 3.                            |
| Kvarky    | Kvarky               | Kvarky            | Kvarky                        |
| --------- | -------------------- | ----------------- | ----------------------------- |
| typ up    | horní (up)           | půvabný (charm)   | svrchní/pravdivý (top/true)   |
| typ down  | dolní (down)         | podivný (strange) | spodní/krásný (bottom/beauty) |
| Leptony   |                      |                   |                               |
| nabité    | elektron             | mion              | tauon                         |
| neutrální | elektronové neutrino | mionové neutrino  | tauonové neutrino             |

Generace (též rodina) je oddíl elementárních částic látky, obsahující po jedné částici každého typu z hlediska elektrického náboje. Odpovídající částice v jednotlivých generacích se liší hmotností a vůní (kvantové číslo), ale jejich interakce jsou identické.
Podle Standardního modelu existují tři generace částic. Každá generace se dále dělí na dva leptony a dva kvarky. V každé generaci je jeden z leptonů záporně nabitý (hodnota elektrického náboje -1), jde o leptony elektronového typu, druhý z leptonů je elektricky neutrální a jedná se o neutrina. Kvarky v generaci mohou mít elektrický náboj rovný -1/3 (down typ) a nebo +2/3 (up typ)
Každá částice z vyšší generace má větší hmotnost než odpovídající částice z předchozí generace, s tím, že je možná výjimka u neutrin, jejichž klidové hmotnosti, prozatím nebyly přesně stanoveny.
Kupříkladu elektron má klidovou hmotnost pouze 0,511 MeV/c2, částice druhé generace mion má klidovou hmotnost již 106 MeV/c2 a příslušná částice ve třetí generaci tauon má klidovou hmotnost již 1777 MeV/c2, což je téměř dvakrát více než je klidová hmotnost protonu. Tento nepoměr v hmotnosti částic jednotlivých generací způsobuje poměrně rychlý rozpad částic vyšších generací na částice generace první. Což je důvod proč veškerá nám běžně známá hmota (atomy) je složena z částic první generace. Elektrony jsou přítomny v atomovém obalu, zatímco nukleony, tedy protony a neutrony se skládají z up a down kvarků.
Druhá a třetí generace částic se v přírodě běžně nevyskytují. Druhou generaci můžeme výjimečně pozorovat ve vysokoenergetickém kosmickém záření, třetí generaci pozorujeme pouze na urychlovačích částic.
Na rozdíl od ostatních částic, u neutrin lze v přírodě pozorovat všechny tři generace. Nicméně neutrina s běžnou hmotou interagují jen slabě a gravitačně, je tedy velmi obtížné je pozorovat.
Existuje názor, podle něhož komplexní pochopení vztahů mezi generacemi částic umožní vysvětlení poměru hmotností elementárních částic a osvětlení povahy hmoty obecně.

## Čtvrtá generace
Existence další čtvrté generace částic, popřípadě generací vyšších, se pokládá za nepravděpodobné. Argumenty proti existenci dalších generací částic vyplývají mimo jiné z měření elektroslabých interakcí, například vlastností Z bosonu. Nicméně hledání částic čtvrté generace dosud pokračuje, zatím však bez úspěchu. Podle analýzy odborníků z CERNu a z Humboldtovy univerzity lze existenci dalších generací fermionů vyloučit s přesností 5,3 sigma. Tito fyzikové shromáždili data z urychlovačů částic LHC a Tevatron, konkrétně z měření Z bosonů, t kvarku a především Higgsova bosonu. Na základě těchto dat zjistili, že pokud by existovaly částice vyšší generace, musely by být těžší než dosud všechny objevené částice, jinak by je již na urychlovačích pozorovali. Nicméně, pokud by tyto těžší částice existovaly, ovlivnily by výrazně vlastnosti Higgsova bosonu a tento by nebyl pozorován.